# Пачеко, Хон
Хон Пачеко Досагарат (исп. Jon Pacheco Dozagarat; род. 8 января 2001, Элисондо) — испанский футболист, защитник клуба «Реал Сосьедад». Победитель Олимпийских игр 2024 в Париже.

## Клубная карьера
Пачеко — воспитанник клуба «Реал Сосьедад». 29 июня 2020 года в матче против «Хетафе» он дебютировал в Ла Лиге. 31 марта 2024 года в поединке против «Алавеса» Хон забил свой первый гол за «Реал Сосьедад».

## Международная карьера
В 2023 году Пачеко в составе молодёжной сборной Испании стал финалистом молодёжного чемпионата Европы в Румынии и Грузии. На турнире он сыграл в матчах против сборных Румынии, Хорватии, Швейцарии, Украины и Англии.
В 2024 году Пачеко был включён в заявку олимпийской сборной Испании на участие в Олимпийских играх в Париже. На турнире он сыграл в матчах против команд Узбекистана, Доминиканской Республики, Египта и Франции. 

## Достижения
Международные
 Испания (олимп.)
- Победитель Олимпийских игр — 2024